# Харленж
Харленж (пол. Charlęż) — село в Польщі, у гміні Спічин Ленчинського повіту Люблінського воєводства.
Населення — 737 осіб (2011).
У 1975-1998 роках село належало до Люблінського воєводства.

## Демографія
Демографічна структура станом на 31 березня 2011 року:
|          | Загалом | Допрацездатний вік | Працездатний вік | Постпрацездатний вік |
| -------- | ------- | ------------------ | ---------------- | -------------------- |
| Чоловіки | 366     | 76                 | 245              | 45                   |
| Жінки    | 371     | 73                 | 214              | 84                   |
| Разом    | 737     | 149                | 459              | 129                  |